# 920-as évek
Évszázadok: 9. század · 10. század · 11. század
Évtizedek: 890-es évek · 900-as évek · 910-es évek · 920-as évek · 930-as évek · 940-es évek · 950-es évek · 960-as évek · 970-es évek · 980-as évek · 990-es évek
Évek: 920 · 921 · 922 · 923 · 924 · 925 · 926 · 927 · 928 · 929

## Államok vezetői
- Zolta magyar fejedelem (Magyar Fejedelemség) (907–947)